# Paralacydes salmonea
Paralacydes salmonea är en fjärilsart som beskrevs av De Joannis 1928. Paralacydes salmonea ingår i släktet Paralacydes och familjen björnspinnare. Inga underarter finns listade i Catalogue of Life.